# Carinotetraodon
Genre
Carinotetraodon est un genre de petits poissons Tetraodontiformes d'eau douce.
On le rencontre en Asie du Sud-est ; certaines espèces ont une valeur marchande comme poissons d'aquarium.

## Liste des espèces
- Carinotetraodon borneensis (Regan, 1903)
- Carinotetraodon imitator (Britz et Kottelat, 1999)
- Carinotetraodon irrubesco (Tan, 1999)
- Carinotetraodon lorteti (Tirant, 1885)
- Carinotetraodon salivator (Lim et Kottelat, 1995)
- Carinotetraodon travancoricus (Hora et Nair, 1941)

## Référence
- Benl : Carinotetraodon chlupatyi nov. gen., nov. spec., ein Kugelfisch mit Kamm und Kiel [Pisces, Fam. Tetraodontidae]. Opuscula Zoologica. Herausgegeben von der Zoologoschen Staatssammlund in München 5 pp 1-4.